# Sungai Lipai
Sungai Lipai is een bestuurslaag in het regentschap Kampar van de provincie Riau, Indonesië. Sungai Lipai telt 1899 inwoners (volkstelling 2010).